# Палац (Гряда)
Палац у Гряді — історична будівля, збудована у 17 столітті в Гряді Львівської области. Спочатку будівля могла бути невеликою фортецею.

## Історія
Невеликий мурований одноповерховий садибний будинок з цокольним поверхом, каплицею та підземеллями й льохами, датований 17 століттям. Глибокі підвали та приміщення першого поверху з красивою склепінчастою стелею датуються щонайменше 17 ст. Другий поверх, який не має особливих архітектурних особливостей, збудований у 19 ст. У передній частині садиба має важкий і глибокий портик з чотирма масивними колонами, на які спирається балкон першого поверху. Портик утворював критий в'їзд до садиби. Навколо садиби збереглися сліди досить масивних валів, а також залишки парку зі старими деревами.

## Інтер'єр
Останній власник (орендар) маєтку Каєтан Чарковський-Ґолеєвський прожив тут менше двох років до початку Другої світової війни, але встиг зібрати у своєму маєтку багато цінних творів мистецтва. В одній з кімнат стіни були увінчані мисливськими трофеями, а також стояла скринька з карпатського кедра — подарунок митрополита УГКЦ Андрея Шептицького. Центральне місце в їдальні займав величезний дубовий стіл з інкрустацією, на гданських ніжках 17 ст., який купили 1939 року в Східній Пруссії. Навколо нього стояли дубові стільці, зроблені за старовинним зразком. Також в їдальні стояли два гданські серванти 18 століття. В іншій кімнаті на першому поверсі, де зберігся оригінальний кам'яний камін, стояли білі меблі в стилі Людовика XV, також привезені з Пруссії. У спеціальній ніші на сходах стояла дерев'яна статуя святого Яна з 17 століття. Верхня кімната використовувалася як салон. У бальному залі, який 1939 року не був належно умебльований, стояло лише фортепіано Steinway, за яким був намальований композитор Ігнацій Падеревський. На ньому він репетирував під час концертів, які давав 1914 року. У двох суміжних салонах також були стильні меблі: шафа в стилі ампір, шафа у формі ліри, стіл такої ж форми, ампірна колиска, в якій виросло п'ять поколінь предків тодішніх власників, дві шафи, велике віденське бюро в стилі Марії Терезії, дві дуже цінні скрині, які були куплені з колекції Дідушицьких, ліжко в стилі ампір. Була срібна тарілка, на якій були викарбувані дати смерті попередників, зокрема власника Клеменса Рудницького. Серед колекції картин були дві картини Юліуша Коссака та два старі пейзажі голландської школи, придбані в родини Дідушицьких, великі родинні портрети, мармурове погруддя Марії Феліції Чарковської-Ґолеєвської (1909—1994), доньки Кирила Чарковського-Ґолеєвського (1885—1940), зведеного брата Каєтана, годинник у стилі ампір, канделябри, колекція з 20-ти годинників 18-го та 19-го століть (зокрема ручний і сонячний), статуї Будди з Сіаму (одна з них заввишки понад метр), бронзова голова Будди, яку граф Каєтан знайшов у руїнах сіамських храмів, портрет китайського мандарина на шовку, два туалетні набори та колекція мініатюр. Найціннішим у бібліотеці було перше видання Адама Міцкевича з його особистою присвятою у виданні «Пан Тадеуш», альбом фотографій і дагеротипів про відомих поляків епохи Наполеон III Бонапарта. За радянської влади палац був перетворений на багатоквартирний будинок. Нині він занедбаний і повільно занепадає.

## Галерея

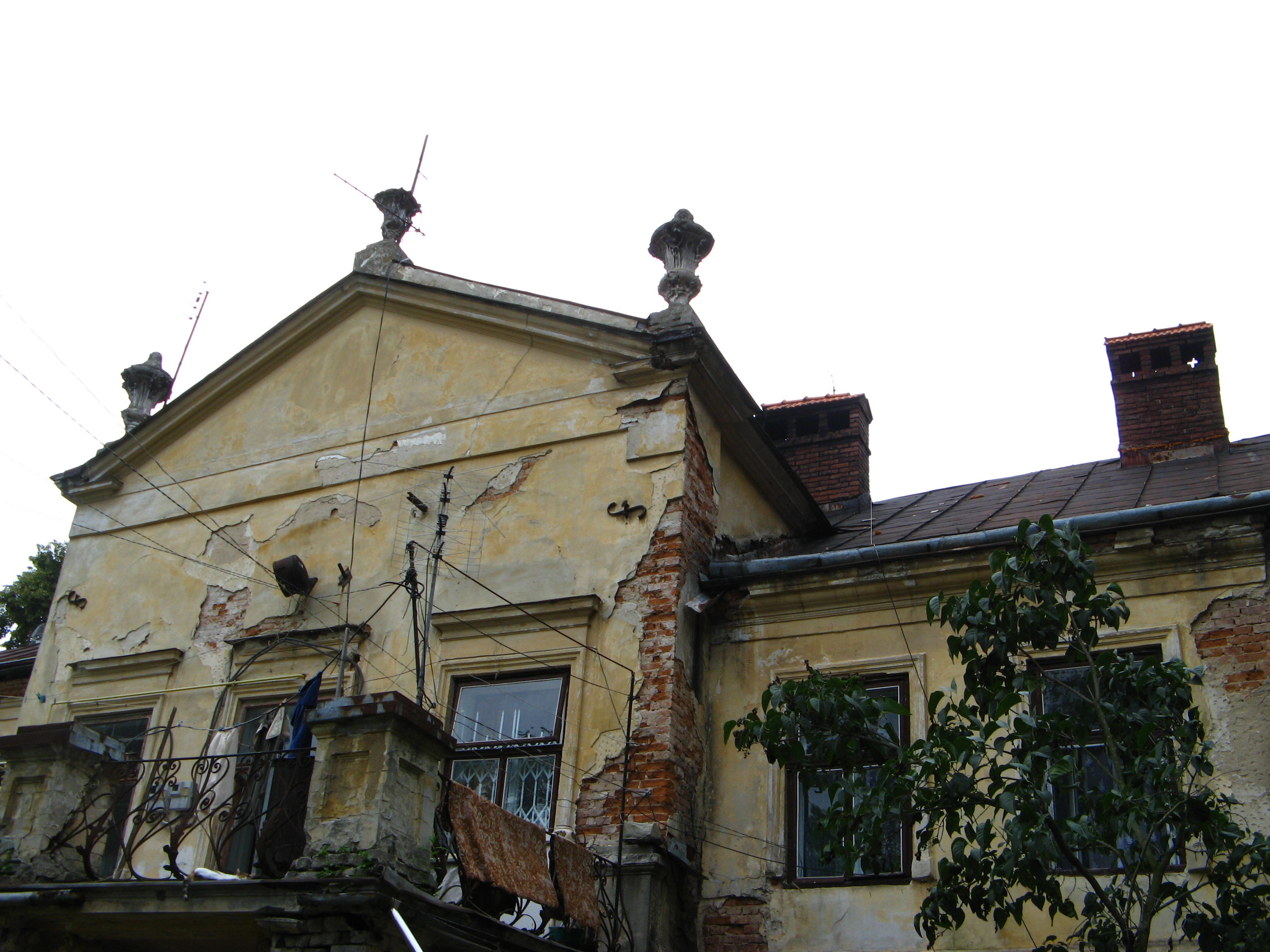
Тимпан, що увінчує ризаліт з вазами
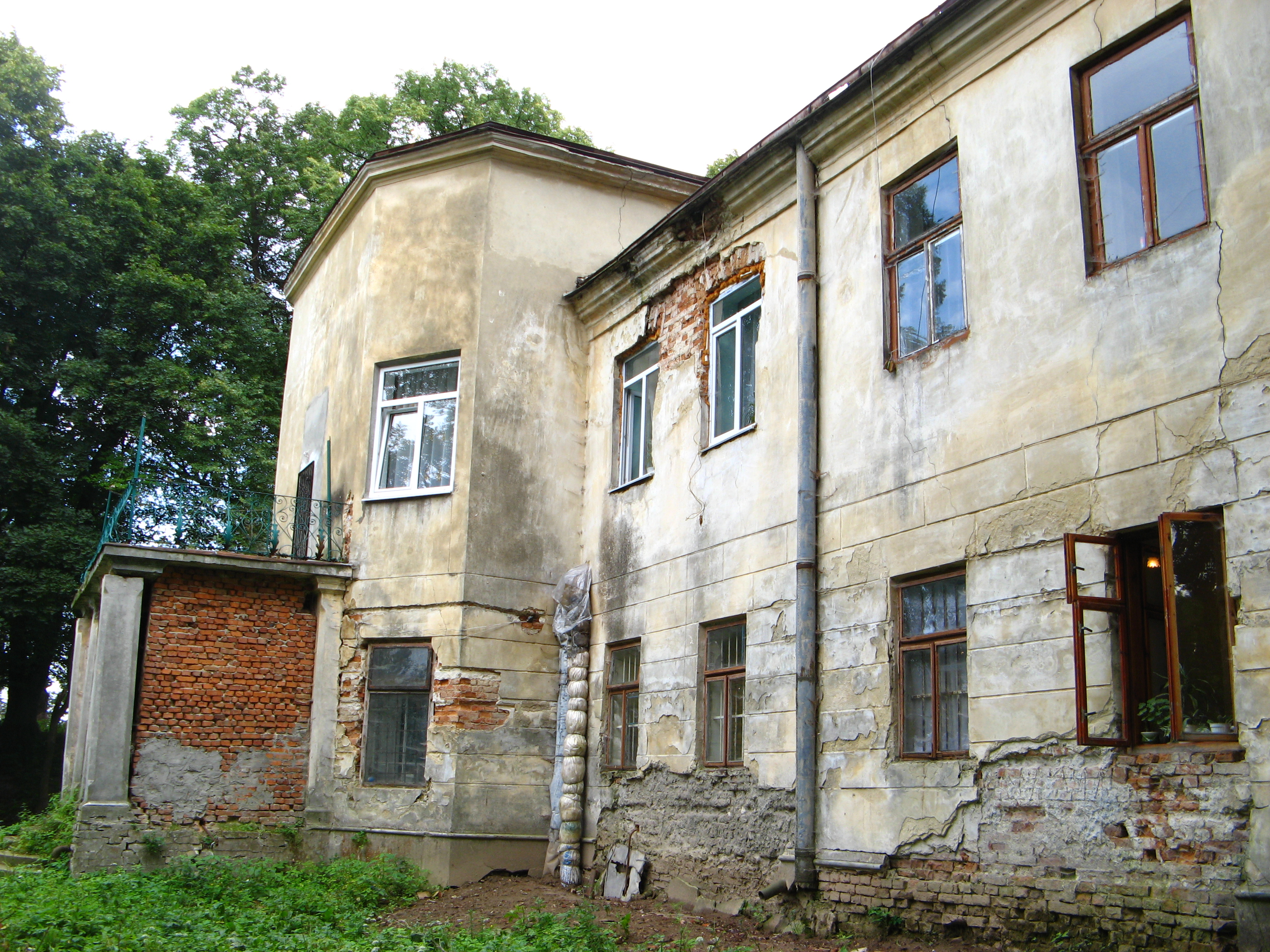
Північна стіна
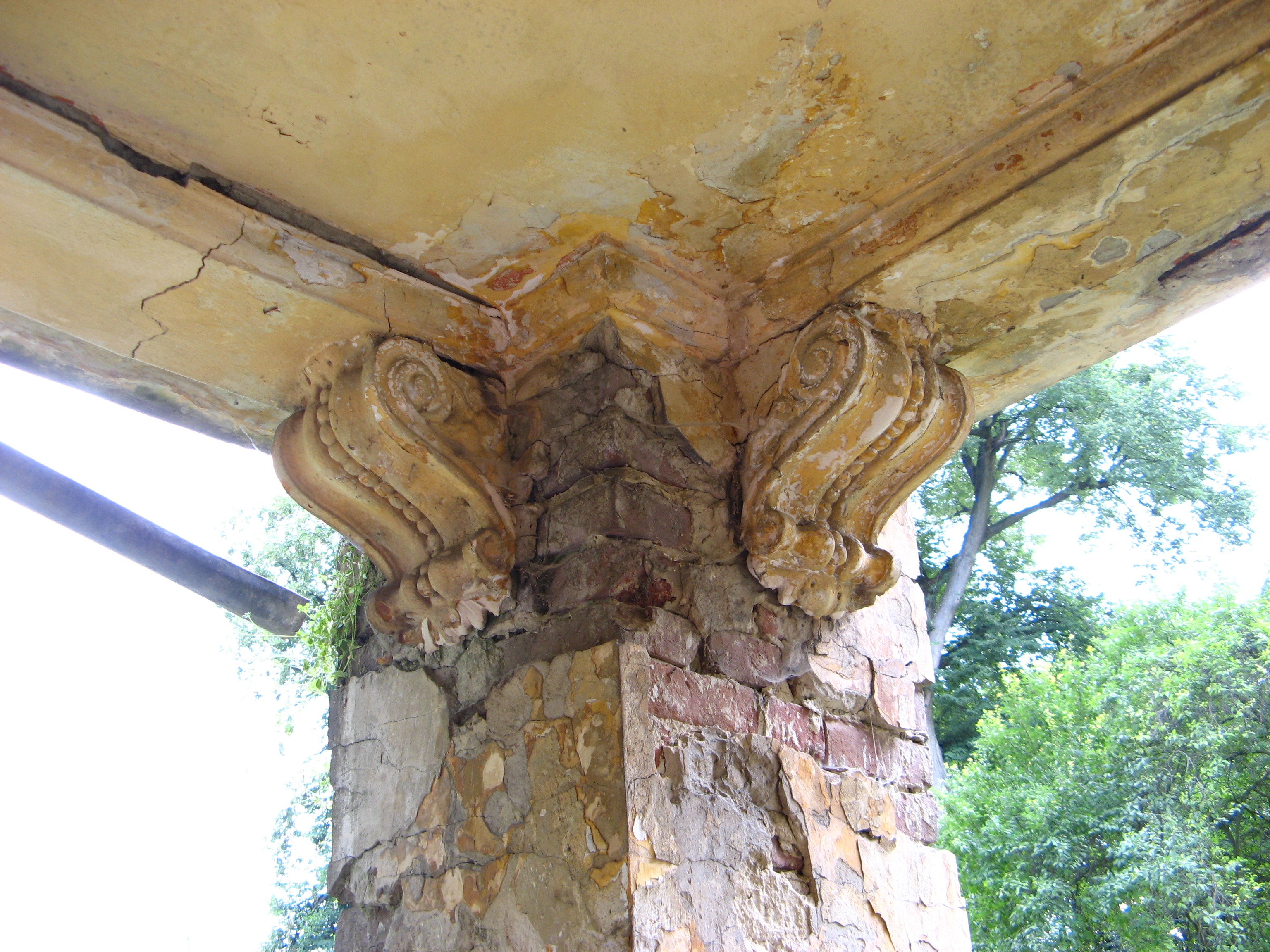
Завершення колони
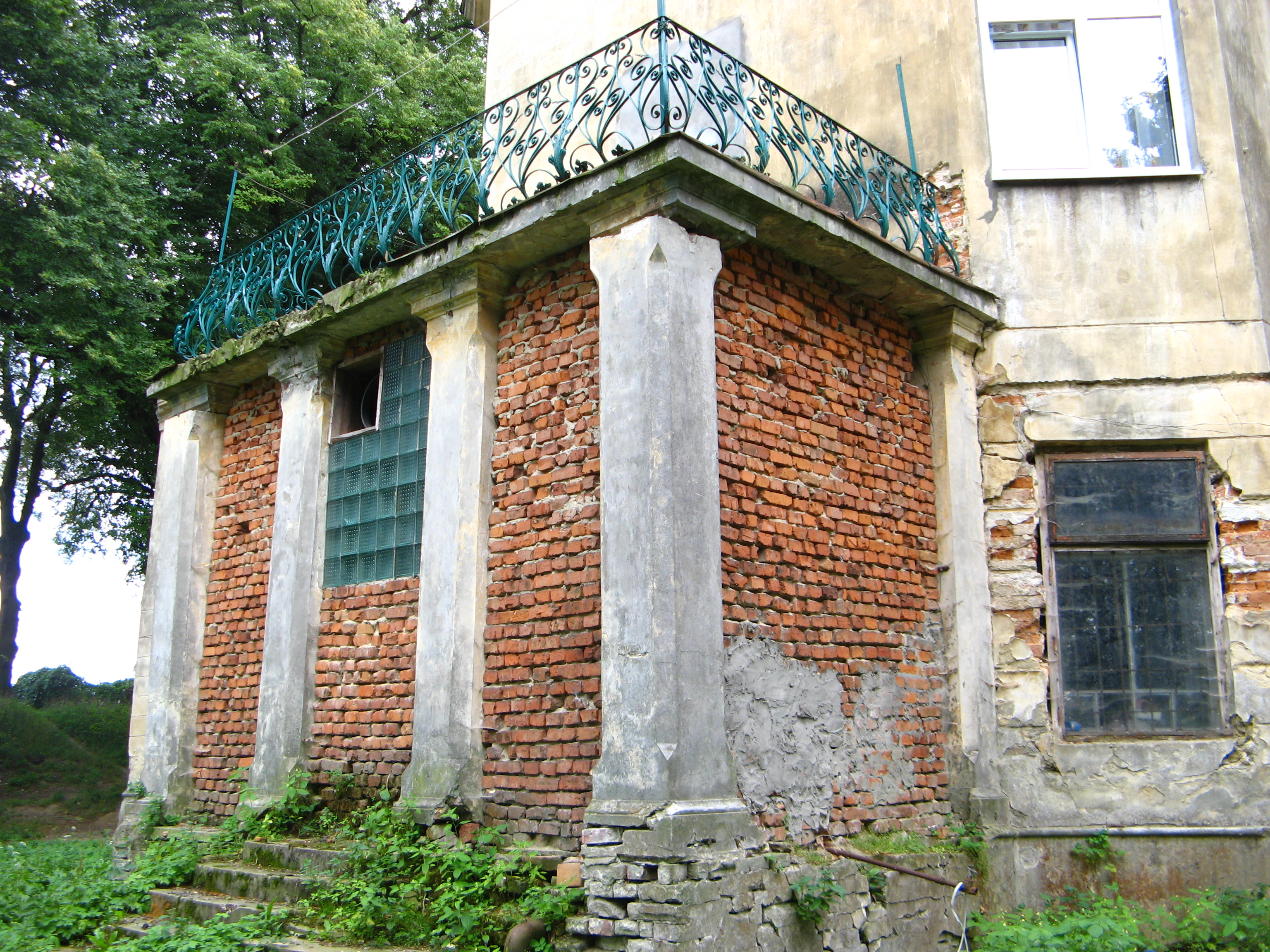
Північний вхід зі сторони парку
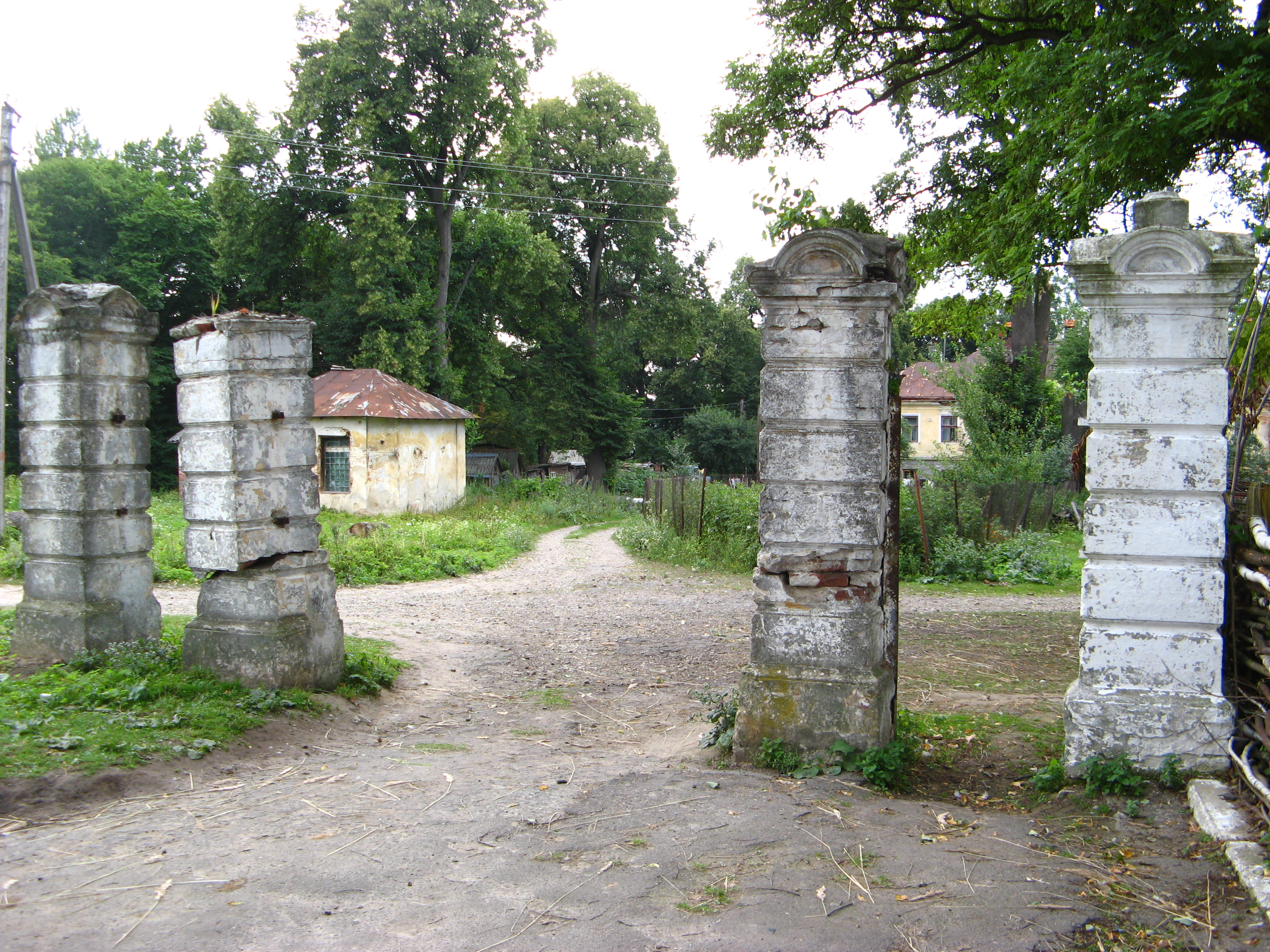
В'їзна брама
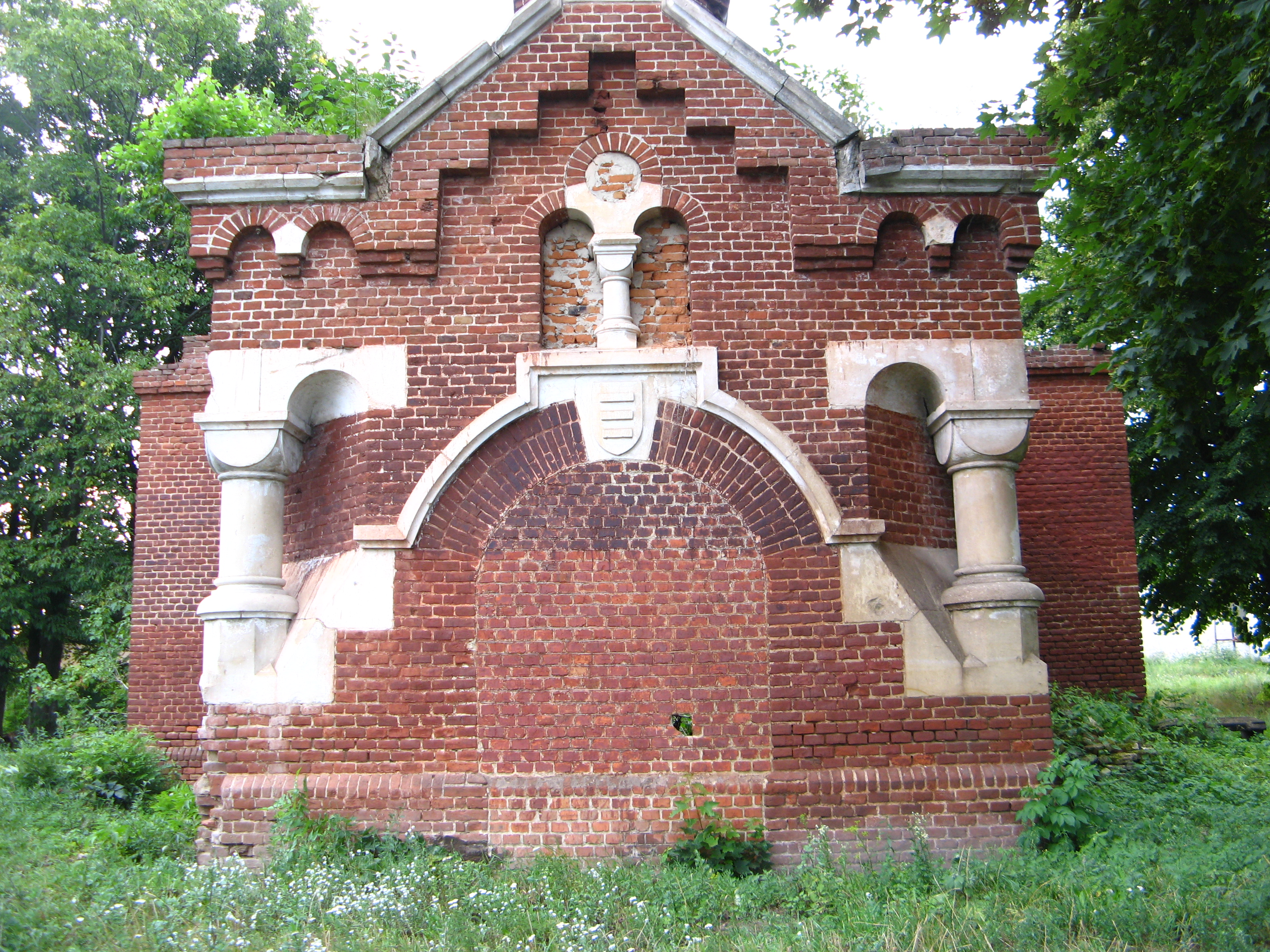
Капличка
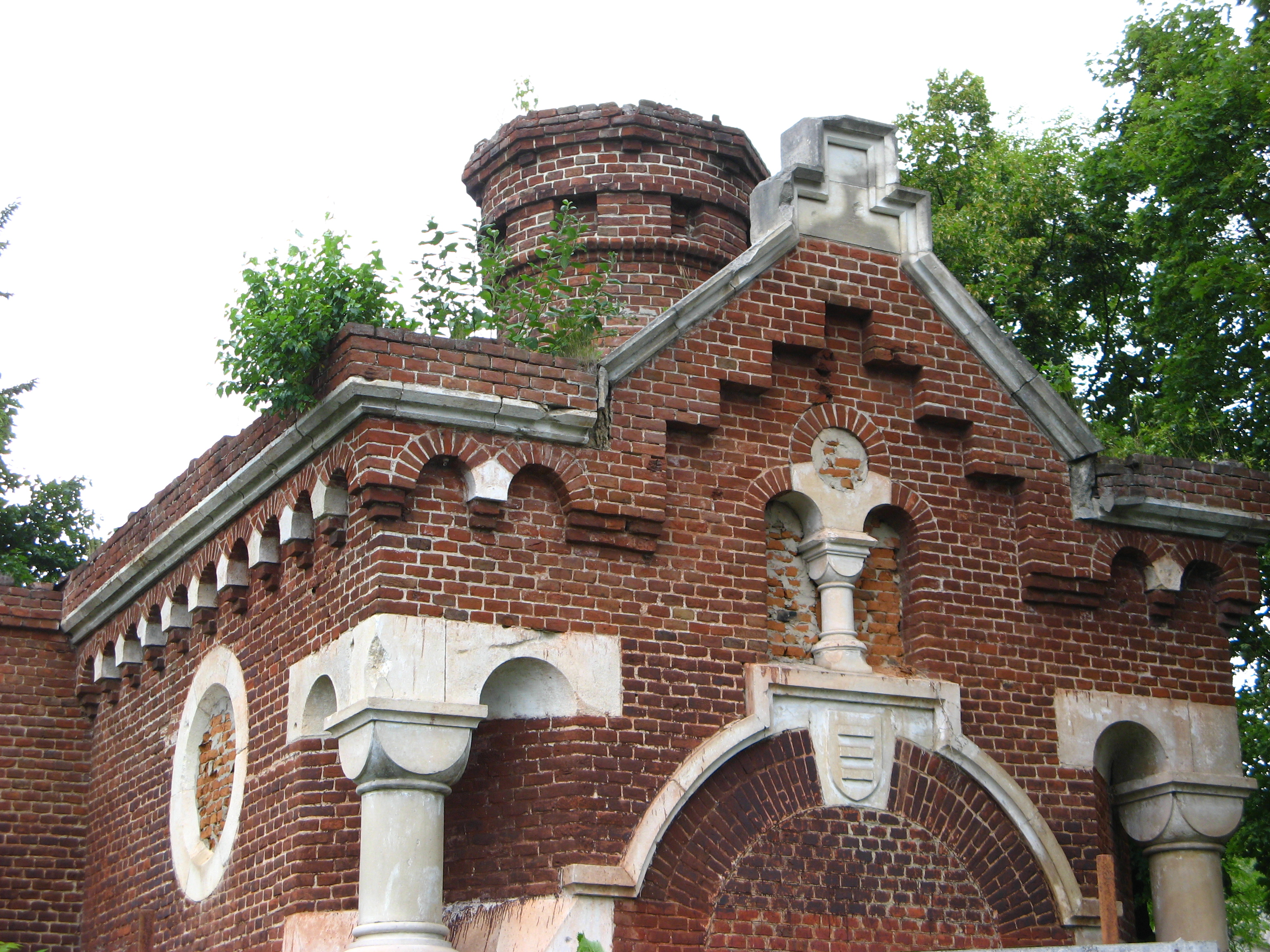
Капличка